# Fekete harkály
A fekete harkály (Dryocopus martius) a madarak (Aves) osztályának harkályalakúak (Piciformes) rendjébe, ezen belül a harkályfélék (Picidae) családjába tartozó faj.
A Dryocopus madárnem típusfaja.

## Előfordulása
Európa nagy részén él, de Ázsiában is előfordul. Általában öreg erdőkben található.

### Kárpát-medencei előfordulása
Magyarországon rendszeres fészkelő, állandó madár.

### Védettsége
Magyarországon védett, természetvédelmi értéke 50 000 Ft.

## Alfajai
- Dryocopus martius khamensis
- Dryocopus martius martius

## Megjelenése
Testhossza 45–57 centiméter, szárnyfesztávolsága 64–68 centiméter, testtömege 250–300 gramm. Feje teteje vörös, tollruhája fekete. Csőre és szemgyűrűje halványsárga, nyaka karcsú.

## Életmódja
Lárvákkal és rovarokkal táplálkozik. Csőrével ütögeti a korhadt fák kérgét táplálék után kutatva, majd a megtalált zsákmányt kivési.
|  |  |

## Szaporodása
Nagyméretű, ovális bejáratú odúját saját maga készíti, nagy magasságban. A nem használt odút más madarak, főleg kék galambok foglalják el.
Fészekalja 4-5 tojásból áll, melyen 17-19 napig kotlik.
Évente egy alkalommal költ. Költésre általában évről-évre ugyanazt az odút használja, melyet minden évben kitisztít, mélyít. Kemény- és puhafákat egyaránt választ költőhelyül, de a belülről korható fákban gyakrabban váj odút. Fészekanyagot nem használ, csupán a vésésből származó forgácsra rakja le tojásait. Mindkét szülő kotlik. A fiatal madarak ivara már fiókakorban látszik a fejtollak színéből. A hím fejteteje teljesen piros, míg a tojóknak csak a tarkóján látható egy kis kiterjedésű vörös folt. A fekete harkály fiókái különböznek a többi hazai harkály fiókáitól abban, hogy amíg a szülők távol vannak táplálékot keresni, addig csendben vannak.
|  |  |